# Weddersehl
Weddersehl ist ein Ortsteil der Gemeinde Dedelstorf im Landkreis Gifhorn in Niedersachsen.

## Geographie und Verkehrsanbindung
Weddersehl liegt im Osten der Südheide und im Norden des Landkreises Gifhorn. Im Süden von Weddersehl befinden sich ausgedehnte Waldgebiete. Knapp zwei Kilometer südlich von Weddersehl befindet sich das Naturschutzgebiet Schnuckenheide bei Repke.
Weddersehl liegt abseits der großen Verkehrswege. Rund vier Kilometer westlich von Weddersehl verläuft die Bundesstraße 4, die von Weddersehl über Allersehl und Masel erreichbar ist. Rund zwei Kilometer südlich von Weddersehl verläuft die Bundesstraße 244, die von Weddersehl über Hankensbüttel erreichbar ist. Durch Weddersehl verläuft die Kreisstraße 10, die im Westen nach Allersehl und im Osten nach Hankensbüttel führt. Linienbusse fahren an Schultagen von Weddersehl über Sprakensehl bis nach Bokel sowie nach Hankensbüttel und Groß Oesingen. Rund zwei Kilometer südwestlich von Weddersehl befand sich von 1954 bis 2015 das Segelfluggelände Schnuckenheide-Repke.

## Geschichte

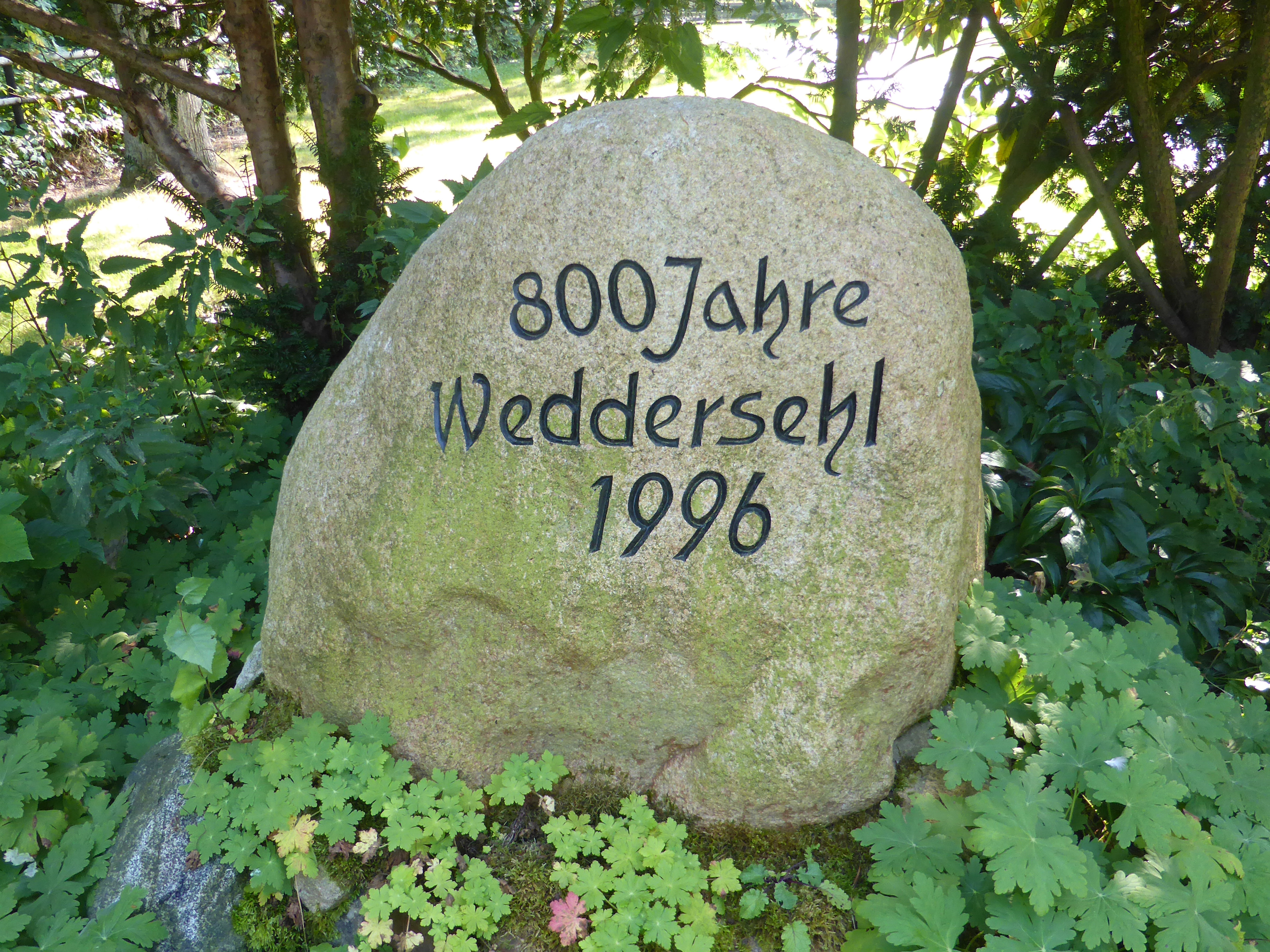
Gedenkstein

Um 1196 erfolgte die erste bekannte Erwähnung von Weddersehl.
In der Franzosenzeit gehörte Weddersehl zum Departement der Aller des Königreichs Westphalen. 1885 wurde der Kreis Isenhagen gegründet, dem Weddersehl angehörte. 1932 wurde der Kreis Isenhagen aufgelöst, seitdem gehört Weddersehl zum Landkreis Gifhorn.
Am 1. März 1974 wurde die Gemeinde Weddersehl in die Gemeinde Dedelstorf eingemeindet.

### Einwohnerentwicklung
| Jahr      | 1910 | 1925 | 1933 | 1939 | 2008 | 2017 | 2020 | 2021 |
| --------- | ---- | ---- | ---- | ---- | ---- | ---- | ---- | ---- |
| Einwohner | 63   | 75   | 71   | 77   | 96   | 85   | 93   | 89   |

## Infrastruktur

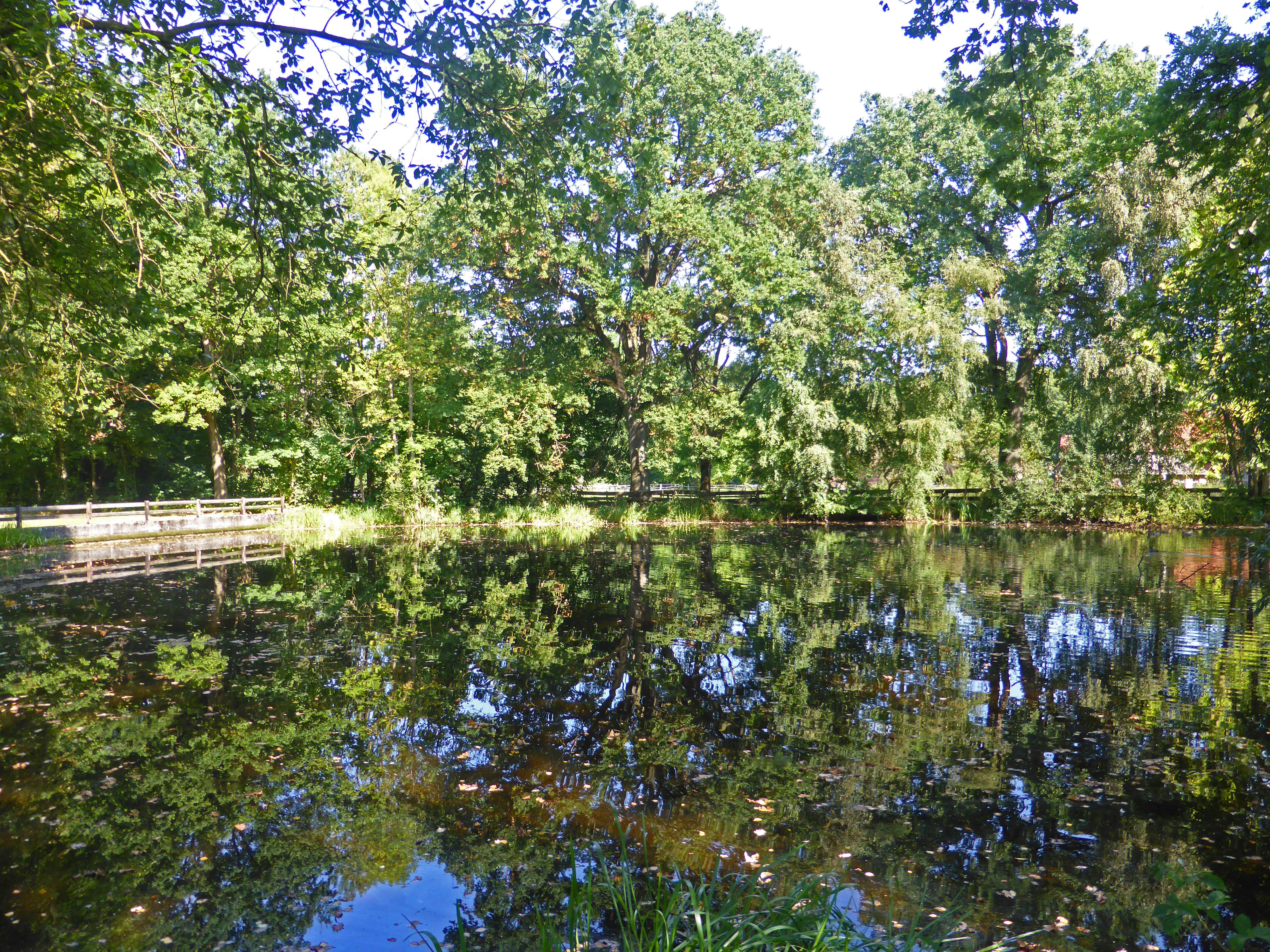
Dorfteich

Weddersehl ist landwirtschaftlich geprägt, ist aber auch Sitz zweier Zimmerei- und Holzbauunternehmen, der 1993 gegründeten Cohrs Zimmerei GmbH sowie der Zimmerei und Holzbau Christian Kaiser GmbH & Co. KG.
In Weddersehl stehen ein Postbriefkasten und den Kindern ein Spielplatz zur Verfügung. Die Kindertagespflege Insa´s Igel-Bande bietet Kindertagesbetreuung.
Die Poststelle wurde geschlossen. Einkaufsmöglichkeiten des täglichen Bedarfs und Gastronomie sind in Weddersehl nicht vorhanden.
Vereinsleben findet in der Schützenkameradschaft Weddersehl-Allersehl e.V. statt, die in Weddersehl über einen Schießstand verfügt.
Ein Gotteshaus und ein Friedhof sind in Weddersehl nicht vorhanden. Evangelisch-lutherische Einwohner Weddersehls gehören zur Kirchengemeinde Hankensbüttel mit der St.-Pankratius-Kirche im rund vier Kilometer entfernten Hankensbüttel, Katholiken gehören zur Pfarrei Wittingen mit der St.-Marien-Kirche im rund zwölf Kilometer entfernten Wittingen.